# Scolymocephalus abyssinicus
Scolymocephalus abyssinicus là một loài thực vật có hoa trong họ Quắn hoa. Loài này được (Willd.) Kuntze miêu tả khoa học đầu tiên năm 1891.